# Zoufftgen
Zoufftgen è un comune francese di 1 270 abitanti situato nel dipartimento della Mosella, nella regione del Grand Est.

## Storia
Le prime tracce documentate risalgono al Medioevo. Nel 1093, Zoufftgen era soggetta al Priorato di Diedersdorf, un convento con grandi proprietà situato nel cantone di Faulquemont.
Quando nel 1360, papa Innocenzo VI, costretto a risiedere in Francia ad Avignone, creò un'imposta da riscuotere ogni anno per tre anni nella maggior parte dei paesi cattolici, una piccola località della Lorena di nome Escovay fu iscritta nel registro per una somma di un fiorino e mezzo. Nel XVI secolo, il nome di questo villaggio divenne successivamente Scova, Excouves, Zouftgen, Zeuftgen e successivamente Suftgen (in tedesco) e Zoufftgen (in francese).
A quel tempo, il villaggio era soggetto alla doppia autorità del signore di Rodemack, vassallo del margravio di Baden e del vescovo di Metz. Il potere materiale veniva esercitato dal primo e il potere spirituale dal secondo.
La signoria di Rodemack comprendeva sette villaggi: Faulbach, Fixem, Gandren, Gavisse, Hagen, Rentgen e Zoufftgen.
Nel XVIII secolo, il margravio di Baden rimase l'unico padrone di Zoufftgen e dei suoi dintorni: le fattorie Bockenhof, Volgelsang e Betting. Alcune famiglie nobili come Von Eltz, Staudt, Von Limousin e Von Limburg avevano il diritto di riscuotere tasse.
La signoria di Rodemack passò sotto il dominio del Ducato del Lussemburgo, Zoufftgen divenne così parte integrante dell'Impero austriaco.
La città di Thionville venne conquistata nel 1643 dalle truppe francesi comandate dal Principe di Condé. Fu solo nel 1659, in seguito alla pace dei Pirenei imposta da Luigi XIV, che la città divenne francese: un articolo di questo trattato stabiliva che « la città e il baliato di Diedenhofen (Thionville) e tutti i territori connessi, incluso Zoufftgen, saranno consegnati alla Francia ».
Dal 1659 al 1706, le guerre franco-austriache segnarono il destino molto mutevole di Zoufftgen e Rodemack, a volte occupati da alcuni a volte da altri, secondo l'evoluzione delle battaglie.
Quando nel 1766, alla morte di Stanislao Leszczyński, la Lorena divenne ufficialmente francese, l'Austria chiese la risoluzione definitiva della disputa sul confine. Il trattato di Versailles ratificato il 16 maggio 1769, stabilì che la signoria di Rodemack (con Zoufftgen) venisse ceduta alla Francia. Ma nonostante la nazionalità francese, gli abitanti rimasero soggetti al margravio di Baden fino alla Rivoluzione del 1789. Ciò segnò, nei villaggi circostanti, la fine dell'influenza della città di Rodemack il cui il castello fu smantellato dopo la caduta di Napoleone.
L'11 ottobre 2006, una collisione tra un treno passeggeri lussemburghese (CFL) e un treno merci francese (SNCF), sulla linea Thionville-Lussemburgo, causò la morte di 6 persone.

### Simboli
Lo stemma del comune si blasona:
È lo stemma della famiglia Staudt von Limburg, antichi signori del luogo.

## Monumenti e luoghi d'interesse

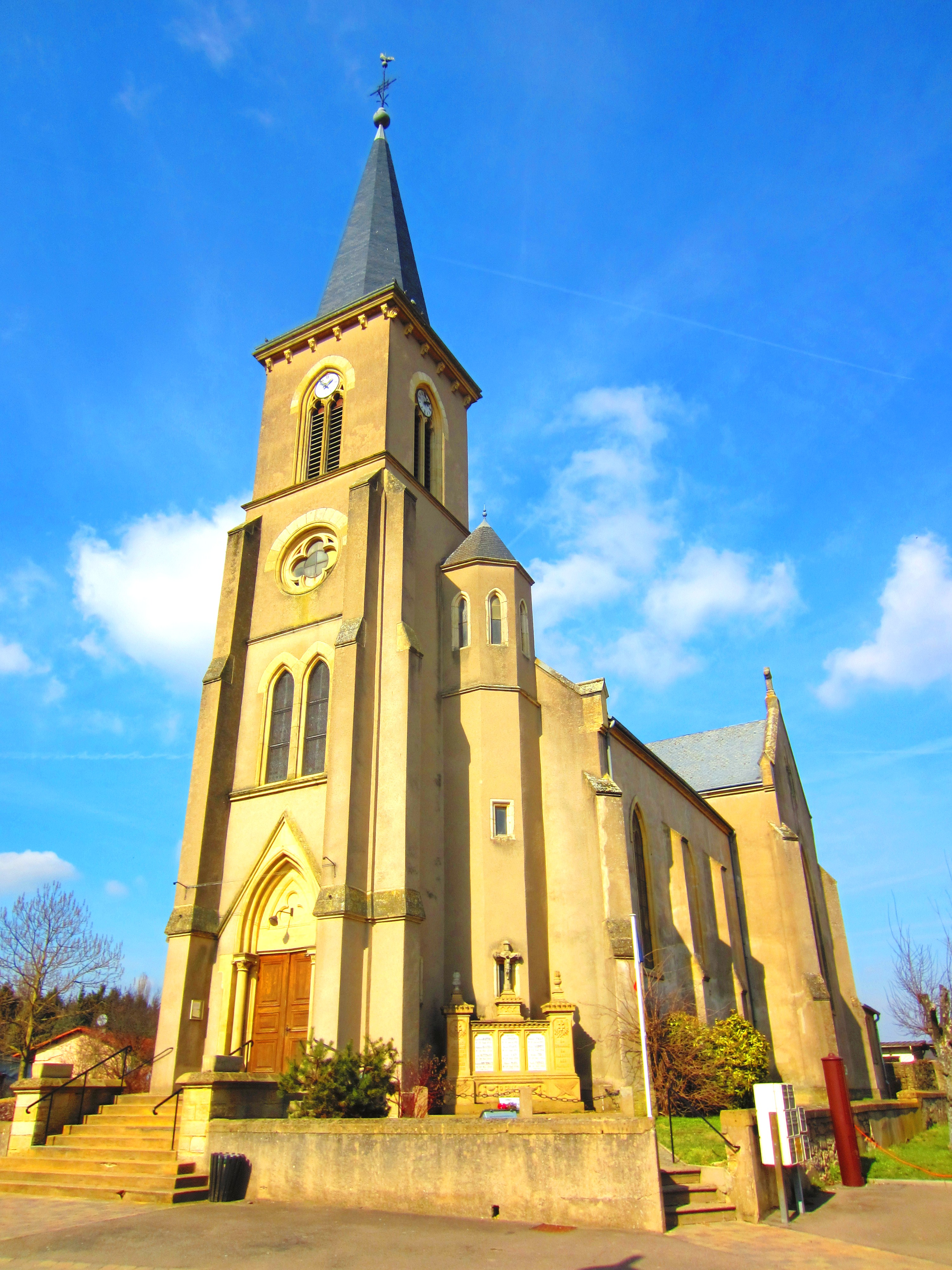
Chiesa di Saint-Rémi

- Chiesa parrocchiale neogotica di Saint-Rémi, eretta nel 1823 e ricostruita nel 1900[4]
- Chiesa neo apostolica
- Ruderi gallo-romani

## Società

### Evoluzione demografica
Abitanti censiti